# Brandy Johnson
Pour les articles homonymes, voir Johnson.
Brandy Johnson, née le 30 avril 1973 à Tallahassee, est une gymnaste artistique américaine.

## Palmarès

### Championnats du monde
- Stuttgart 1989
  -  médaille d'argent au saut de cheval

### Autres
- American Cup 1989 :
  -  1re au concours général